# Elizabeth Cary
Elizabeth Cary (Oxfordshire, 1585 – Londra, 1639) è stata una poetessa inglese.
Fu la prima donna a scrivere e pubblicare una tragedia originale in inglese (The Tragedy of Mariam).

## Biografia

### Primi anni

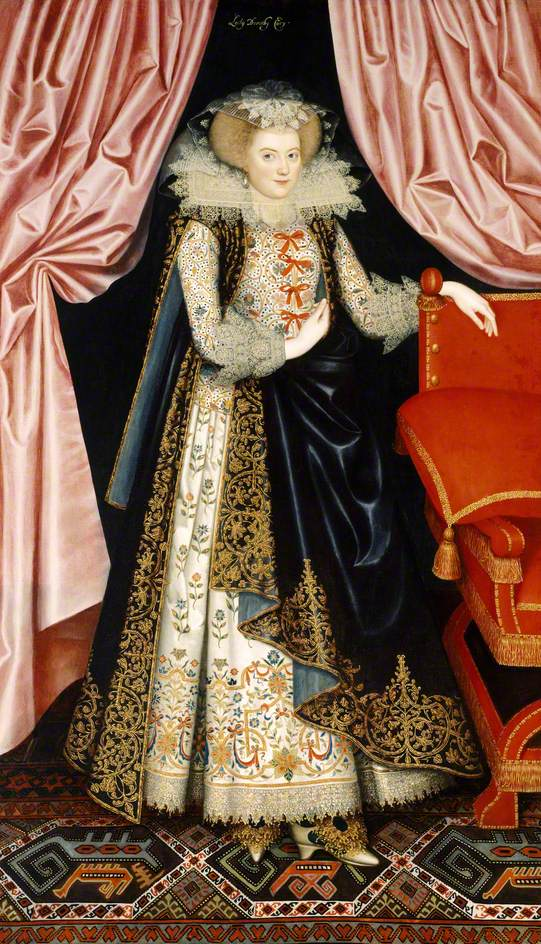
Ritratto di Elizabeth Cary

Elizabeth Cary nacque nel 1585, a Burford, in Oxfordshire, Inghilterra. Fu l'unica figlia di sir Lawrence Tanfield, avvocato e giudice di grande successo, e di sua moglie Elizabeth Symondes Tanfield, proveniente da una piccola famiglia della nobiltà di campagna. La fama dei genitori era quella di essere persone molto severe e arroganti, il che portò la piccola Elizabeth a rifugiarsi nella biblioteca del padre. La piccola Elizabeth visse un'infanzia solitaria; si avvicinò molto alla letteratura, leggendo voracemente, spesso anche per tutta la notte, al punto che sua madre proibì ai servi di fornirle candele per leggere al buio, ma lei pur di leggere comprava candele di nascosto da una delle serve.
In giovanissima età la Cary compose una versione dal latino delle Epistulae di Seneca e tradusse dal francese un trattato geografico di Abramo Ortelio, Le Miroir du Monde, dedicando il manoscritto al prozio sir Henry Lee, che lo fece pubblicare ad Amsterdam nel 1598.
Nel 1602 Elizabeth Cary non poté sottrarsi all'obbligo di sposare un uomo che neppure conosceva; il padre, così, le organizzò in autunno il matrimonio con Sir Henry Cary, cavaliere dal 1599, 10 anni più anziano di lei. Per i Tanfield, il matrimonio era vantaggioso in quanto permetteva di acquisire un genero della nobiltà, Sir Henry Cary accettò per la ricca dote della ragazza. 
Una volta trasferitasi nella casa del marito, Elizabeth trovò una suocera, Lady Katherine Cary, particolarmente invadente che portò in casa un clima di gran tensione. Lady Cary ebbe un comportamento molto severo nei confronti della nuora, fino a confinarla in camera sua; ma questo non portò malessere nella vita di Elizabeth in quanto ella poteva coltivare la sua grande passione: la lettura. Lady Katherine inasprita dal diletto che Elizabeth provava nella lettura, fece portar via tutti i suoi libri. Elizabeth iniziò a scrivere poesie di propria mano ed è probabilmente in quel momento che compose "The Tragedy of Mariam, The Fair Queen of Jewry" e altre opere originali. Il testo di The Tragedy of Mariam fu pubblicato nel 1613, ma non venne mai rappresentato a teatro, poiché si trattava di un closet drama, un tipo di testo destinato solo alla lettura e non alla messa in scena,  circolando da subito in manoscritti nelle coteries intellettuali, fino ad affermare la fama di donna colta e autrice.

Dal 1609 al 1625 Elizabeth diede alla luce undici figli, ma il suo matrimonio non fu mai felice: gli sposi avevano caratteri opposti, lei acuta, intelligente e desiderosa di imparare, lui rigido, ostinato e intollerante. Durante la seconda e la quarta gravidanza Elizabeth attraversò periodi di forte depressione, fino ad avvicinarsi alla pazzia. Grazie al patrimonio della moglie, Henry Cary intraprese una carriera di successo nella corte giacomiana e nel 1620 i due coniugi Cary furono nominati Visconte e Viscontessa Falkland.

### La conversione al cattolicesimo
Nel 1622 il marito fu nominato Lord Deputy di Irlanda ed Elizabeth lo raggiunge a Dublino, dove socializzò con importanti cattolici locali e con scrittori cattolici patrocinati che la portarono a forti dubbi sulla sua fede protestante. Fu così che nel 1626, Elizabeth sconvolse la sua vita e quella della sua famiglia convertendosi alla religione cattolica, in cui in seguito la seguirono cinque dei suoi figli. Con un solo gesto sfidò tutte le autorità che avevano cercato d’imporsi su di lei: il sovrano, la famiglia d’origine, che l’aveva educata secondo i principi protestanti, e il marito, che detestava i cattolici. Quest'ultimo chiese immediatamente la separazione legale, togliendole i figli e privandola di qualunque sostegno economico. La Viscontessa visse in uno stato di indigenza fino alla morte.

### Attività letteraria
Se pur in grosse difficoltà economiche, Elizabeth ricominciò a scrivere. Scrisse soprattutto opere che testimoniavano la sua profonda convinzione religiosa: poesie e inni dedicati alla Vergine Maria, vite di Santi in versi, traduzioni delle opere di alcuni teologi francesi. Le sue traduzioni dell’opera completa del cattolico Jacques du Perron sono tutte scomparse, tranne una: The Reply of the Most Illustrious Cardinall of Perron. La traduzione fu pubblicata nel 1630 a Douai; in Inghilterra venne censurata e molte copie furono bruciate, ma alcune sfuggirono alle fiamme e sono giunte sino a noi. Gran parte dell'opera originale di Elizabeth Cary è andata perduta, compresa la maggior parte della sua poesia.

### Ultimi anni
Suo marito morì nel 1633, ed Elizabeth cercò di riguadagnare la custodia dei figli, ottenendola, prima delle figlie, più facile da ottenere, poi dei figli. In questo clima di famiglia ritrovata Elizabeth crebbe i suoi figli indirizzandoli tutti verso la fede cattolica romana, arrivando al 1634 in cui Elizabeth, Mary, Lucy e Anne Cary si convertirono alla fede cattolica da John Fursdon, che era il confessore della loro madre. La figlia maggiore, Catherine, riferì un'apparizione della Vergine Maria sul letto di morte. Questo apparente avvistamento commosse profondamente Cary e si limitò alla sua missione di convertire tutti i suoi figli, dato che Catherine era ancora protestante al momento della sua morte. Alla fine della vita di Cary la sua missione era diventata parzialmente riuscita; quattro delle sue figlie diventarono suore benedettine e uno dei suoi figli si unì al sacerdozio. La Viscontessa Falkland morì a Londra nel 1639 a causa di una malattia ai polmoni e fu sepolta nella cappella privata della regina cattolica Henrietta Maria a Somerset House, in virtù della loro amicizia.

## Produzione letteraria

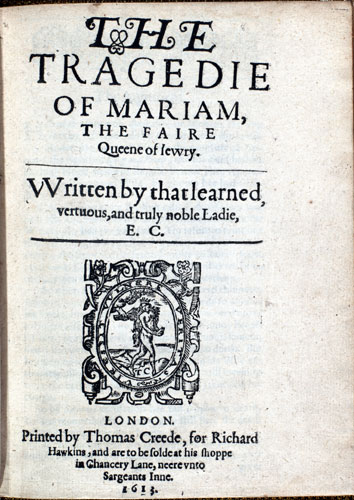

### The Tragedy of Mariam
Pubblicata nel 1613, The Tragedy of Mariam è la prima opera teatrale originale inglese scritta da una donna. Inoltre è anche la prima opera inglese che racconta la storia del matrimonio di re Erode con Mariam. L'opera fu scritta tra il 1602 e il 1604 e appartiene al sottogenere della tragedia della vendetta di Seneca, che è reso evidente dalla presenza del coro di stile classico che commenta la trama del dramma, dalla la mancanza di violenza sul palco e dalla presenza di "lunghi discorsi sentenziosi". La tragedia racconta la storia di Mariam, la seconda moglie di Erode il Grande, re di Giudea dal 39 al 4 a.C.. L'atto si apre nel 29 a.C., quando Erode è ritenuto morto per mano di Ottaviano, futuro imperatore Augusto. L'opera ricevette solo un'attenzione marginale fino agli anni '70, quando ne venne riconosciuto il contributo del dramma alla letteratura inglese. Da allora lo spettacolo ha ricevuto molta più attenzione.  La tragedia di Mariam non fu scritta per essere eseguita, ma per essere letta in silenzio o ad alta voce in un circolo privato. Gran parte dell'azione è descritta attraverso il dialogo piuttosto che mostrati. I critici si sono spesso soffermati sul tema del matrimonio presente nell'opera, come se questo rispecchiasse quello che in realtà era il matrimonio dell'autrice stessa. Infatti Mariam è intrappolata tra il suo dovere di moglie e i suoi sentimenti personali, proprio come Elizabeth Cary, sposatasi con un uomo protestante che rifiutò la sua conversione al cattolicesimo. Altri temi dell'opera sono il divorzio e la tirannia della società ebraica sotto Re Erode.

### La storia della vita, regno e morte di Edoardo II
La storia della vita, regno e morte di Edoardo II fu scritta nel 1626/1627. Essa era una favola politica basata su eventi storici. Non fu pubblicata fino al 1680.  Il testo usa la storia di Re Edoardo II e dei suoi potenti favoriti Gaveston e Spencer come un'analogia per il re Carlo I, che nel 1620 era in conflitto con il Parlamento riguardo al potere concesso al duca di Buckingham.

## Opere
- The mirror of the world, traduzione di Abraham Ortelius s' Le mirroir du monde (1598);
- The Tragedy of Mariam, the Fair Queen of Jewry (pubblicato 1613);
- The Reply of the Most Illustrious Cardinall of Perron (1630);
- The History of the Life, Reign, and Death of Edward II (pubblicato 1680).